# تپه اندنجرد
تپه اندنجرد مربوط به سده ۵ و ۶ قمری است و در شهرستان رشتخوار، بخش مرکزی، دهستان رشتخوار، روستای اندنجرد واقع شده و این اثر در تاریخ ۱۸ اسفند ۱۳۸۷ با شمارهٔ ثبت ۲۴۹۷۸ به‌عنوان یکی از آثار ملی ایران به ثبت رسیده است.